# Flügelmittelkasten
Der Flügelmittelkasten (englisch center wing box) ist ein Teil des Flugzeugrumpfes.
Der Übergang vom Rumpf zur Tragfläche eines Flugzeuges ist in den meisten Fällen so realisiert, dass in dieser Rumpfsektion ein quadratischer Kasten, der sog. Flügelmittelkasten, in den Rumpf eingearbeitet ist, an den links und rechts die Tragflächen montiert sind.
Der Flügelmittelkasten ist wegen der starken Kräfte, die hier von den Tragflächen auf den Rumpf übertragen werden, der stabilste Teil eines Flugzeuges. Brüche oder Stauchungen des Rumpfes, zum Beispiel durch Überbelastung bei harten Landungen oder Abstürzen, treten in der Regel entweder vor oder hinter dem Flügelmittelkasten auf.
Der Übergang vom Rumpf zur Tragfläche wird auch allgemeiner als Flügelwurzel bezeichnet.